# Vårtskinn
Vårtskinn (Hyphoderma setigerum) är en svampart som först beskrevs av Elias Fries, och fick sitt nu gällande namn av Donk 1957. Vårtskinn ingår i släktet Hyphoderma och familjen Meruliaceae.  Arten är reproducerande i Sverige. Inga underarter finns listade i Catalogue of Life.

## Källor

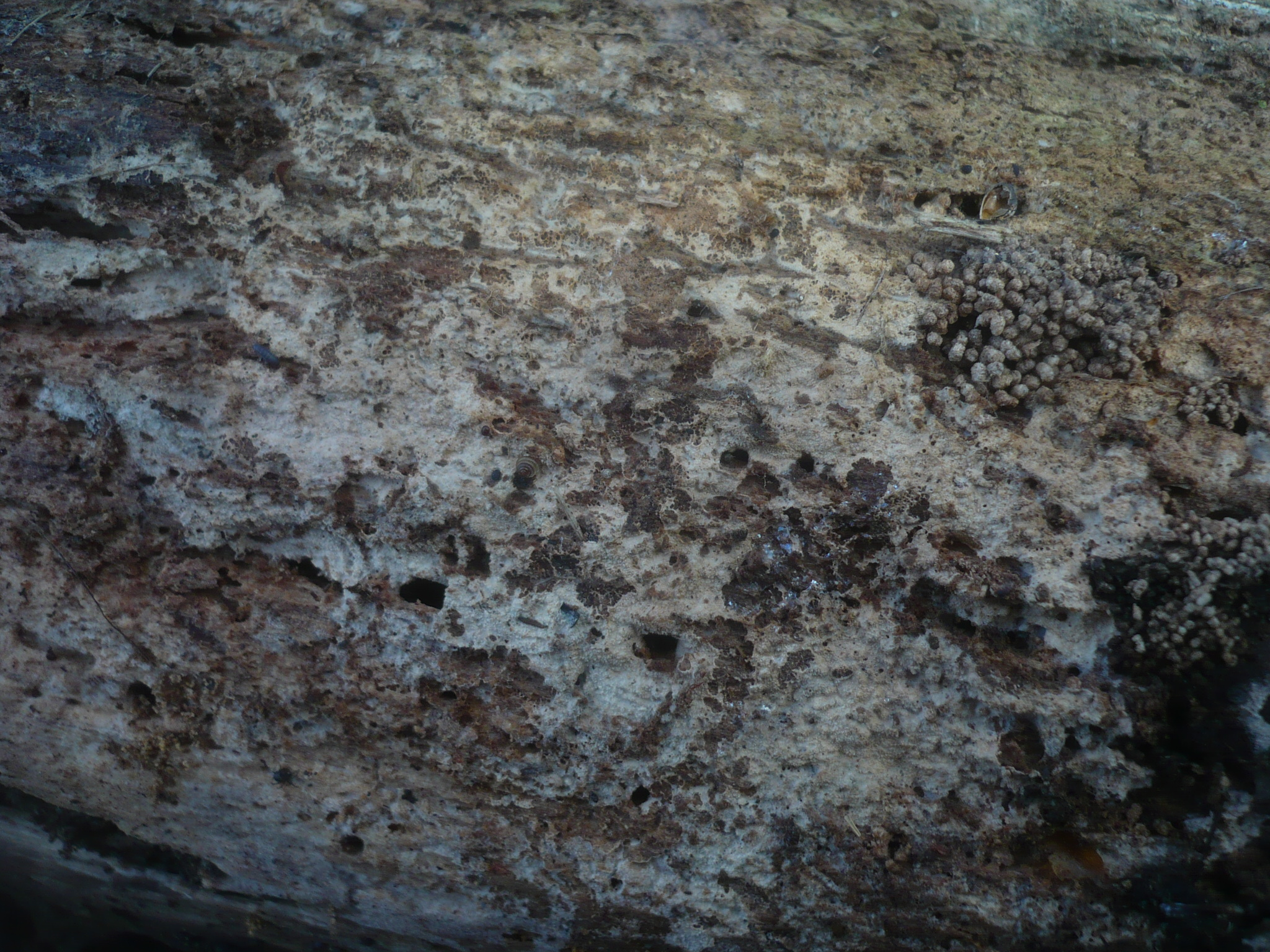
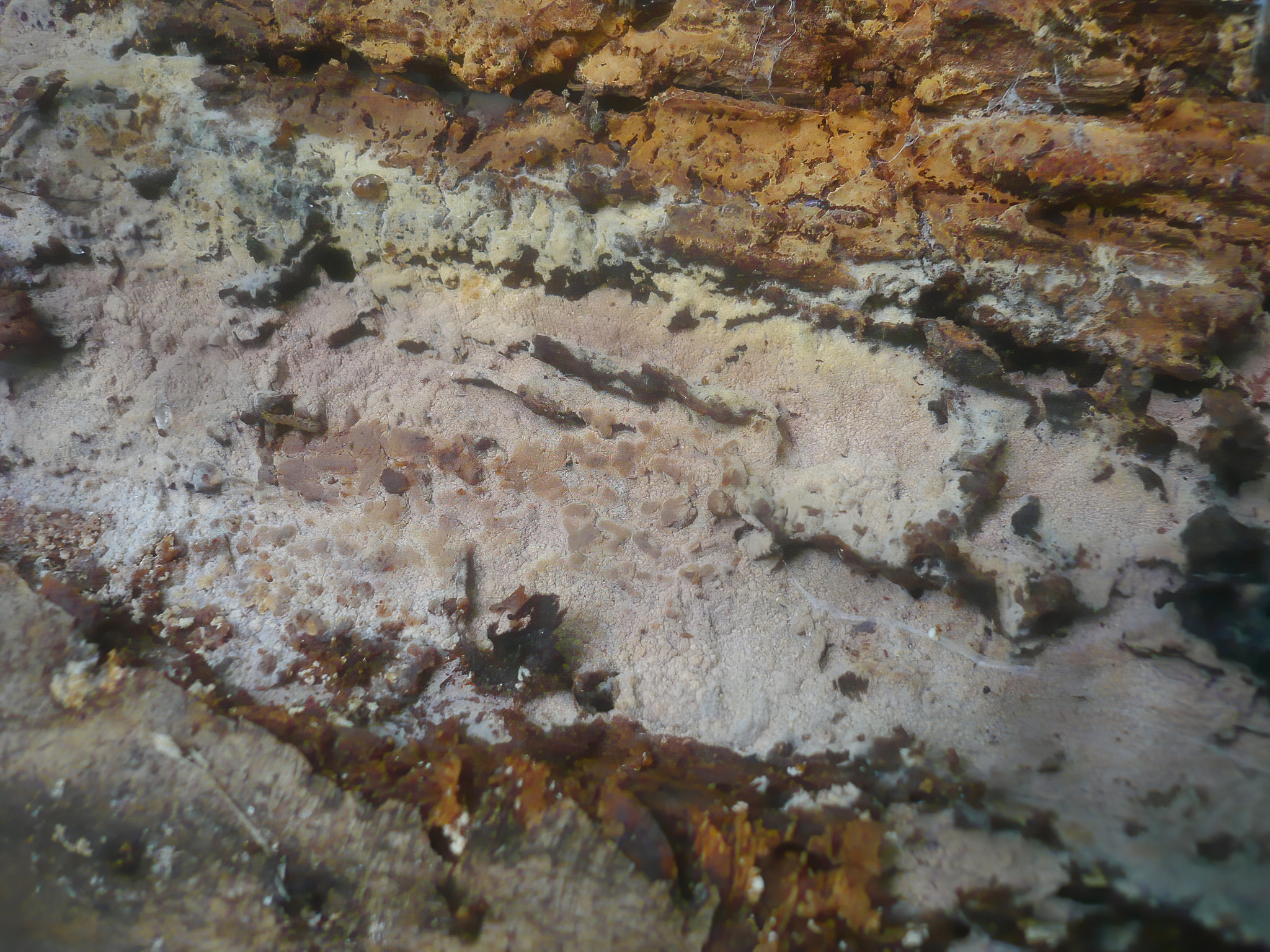